# Этрап

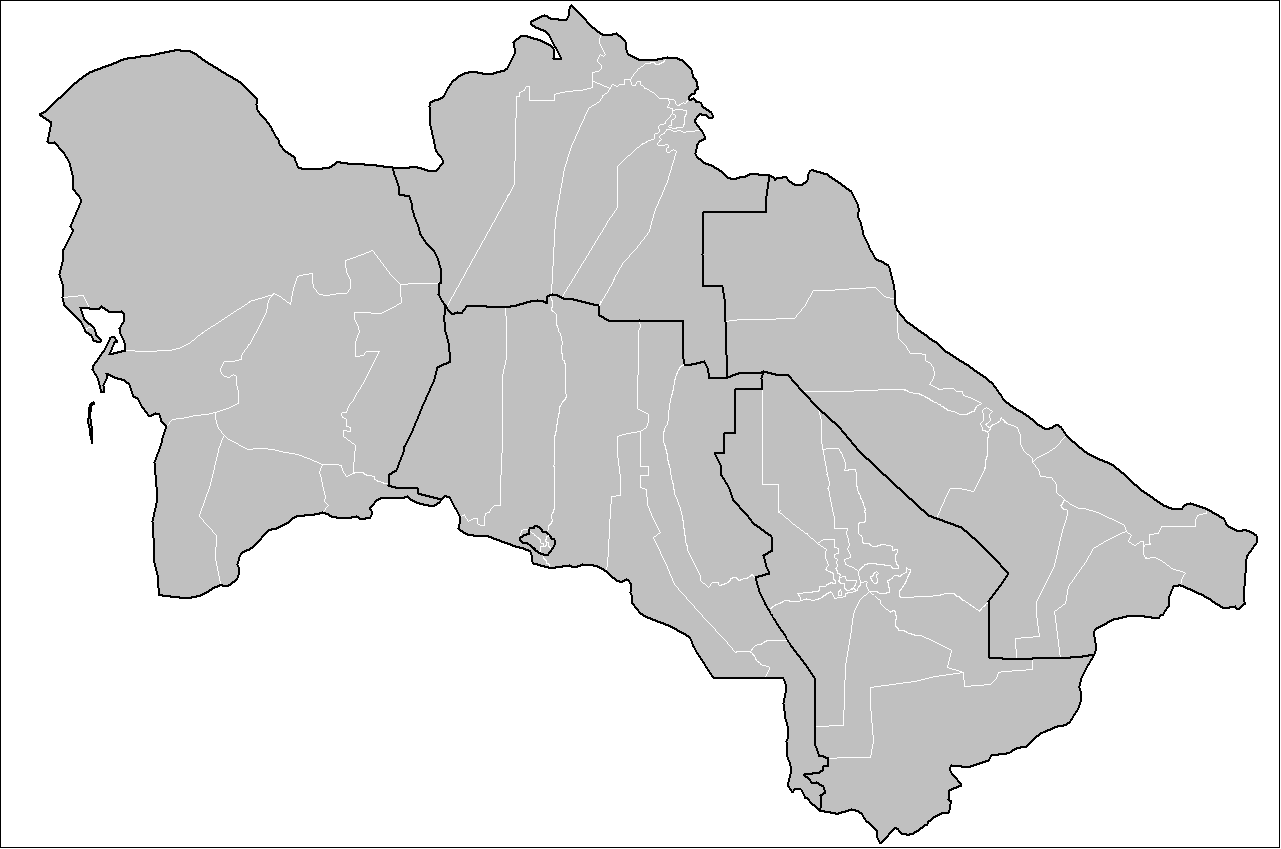
Границы этрапов выделены белым цветом на карте Туркмении

Этра́п (туркм. Etrap, рус. район, округ) — административно-территориальная единица второго порядка современного административно-территориального деления Туркменистана. Этрап аналогичен району в Российской Федерации.

## Описание
Велаяты Туркменистана подразделяются на этрапы, что соответствует делению бывших областей Туркменской ССР на районы. Также столица Туркменистана — город Ашхабад — также подразделяется на несколько городских этрапов. О делении остальных городов страны на этрапы нет точных сведений.
Этрапы состоят из городов местного подчинения, посёлков и генгешликов (включающих одно или несколько сёл). Генгешлики аналогичны сельским советам советского периода. Главы этрапов называются «Хяки́м», и назначаются президентом Туркменистана.
До 2008 года представительными органами этрапов были «Халк Маслахаты», члены которых избирались гражданами соответствующих административно-территориальных единиц сроком на четыре года, согласно Конституции Туркменистана 2003 года.
По состоянию на 1 февраля 2016 года в Туркменистане существовало: 50 этрапов, 8 этрапов в городах и 15 городов с правами этрапа.